# Melhores do Ano de 1996
Melhores do Ano de 1996

29 de dezembro de 1996
Melhores do Ano 

← 1995 ·  1998 →
O Melhores do Ano de 1996 foi a 2ª edição dos Melhores do Ano, prêmio entregue pela emissora de televisão brasileira Rede Globo aos melhores artistas e produções emissora. 
Nessa edição, assim como na anterior, os vencedores eram escolhidos pelos funcionários da Rede Globo. Desde a 7ª edição, em 2002, os funcionários da Globo escolhem os 3 finalistas e o público, através da internet ou do telefone escolhe os vencedores.

## Premiados
Os vencedores estão em negrito.
| Melhor Ator                                          | Melhor Atriz                          |
| ---------------------------------------------------- | ------------------------------------- |
| - Antônio Fagundes - (O Rei do Gado)                 | - Eva Wilma - (O Rei do Gado)         |
| Melhor Ator Coadjuvante                              | Melhor Atriz Coadjuvante              |
| - Luís Salém - (Salsa e Merengue)                    | - Stella Miranda - (Salsa e Merengue) |
| Melhor Ator Revelação                                | Melhor Atriz Revelação                |
| - Marcello Antony - (O Rei do Gado/Salsa e Merengue) | - Lavínia Vlasak - (O Rei do Gado)    |
| Melhor Humorista                                     | Música do Ano                         |
| - Marisa Orth - (Sai de Baixo)                       | - "A primeira vista", Daniela Mercury |
| Sucesso do Ano                                       |                                       |
| - Zeca Pagodinho                                     |                                       |